# Cut the Rope
Cut the Rope es un videojuego de lógica lanzado el año 2010. El juego y su secuela de 2011 Cut the Rope: Experiments fueron creados por la compañía española (antes rusa) de entretenimiento y juegos ZeptoLab (empresa con otros éxitos como Cats) y publicados por Chillingo. En 2013 también surge una segunda secuela llamada Cut the Rope: Time Travel.
El objetivo del juego es darle un caramelo a un pequeño monstruo llamado Om Nom mientras se recogen estrellas. Cut the Rope ha sido descargado más de 100 millones de veces desde su lanzamiento.

## Juego
En cada nivel, el caramelo cuelga por una o más cuerdas que el jugador debe cortar deslizando el dedo (o mouse en la versión web). Usando varios objetos como burbujas flotantes y bramidos, el caramelo también debe ser manipulado alrededor de los objetos para llegar a la boca de Om Nom.
Cada pack de niveles introduce nuevos desafíos. Los niveles son evaluados con una calificación de 0 a 3 estrellas, dependiendo de la cantidad de estrellas recogidas por el jugador, y una calificación de puntos dependiendo del número de estrellas recogidas y el tiempo tomado para completar el nivel. Una compra dentro del juego llamada "Superpoderes" facilita más el juego.

### Cut the Rope
Cut the Rope se estrenó el 4 de octubre de 2010 para iOS. Una versión nativa en HD para el iPad fue lanzada el 6 de octubre de 2010. Esto fue seguido por el lanzamiento de una versión gratis con menos niveles para cada dispositivo, llamada Cut the Rope Lite y Cut the Rope HD Lite respectivamente. 9 días después de su lanzamiento inicial, el juego había sido descargado 1 millón de veces y alcanzó la cumbre de las listas de la App Store. De acuerdo a Chillingo, esto lo convirtió en el juego más vendido de iOS en alcanzar esa cifra de ventas.
La versión para Android fue lanzada en junio de 2011. La versión para DSiWare fue lanzada en septiembre de 2011 en Europa y en noviembre de 2011 para Norteamérica en sistemas de Nintendo DSi y Nintendo 3DS.
En enero de 2012, una versión limitada del juego fue publicada como un videojuego de navegador para navegadores HTML5. El juego también está disponible para descargarse en Windows 8 a través de la Windows Store 2.

### Cut the Rope: Experiments
Cut the Rope: Experiments se estrenó el 4 de agosto de 2011 como una secuela de Cut the Rope. Aunque su presentación es similar a la del juego original, la secuela introduce nuevos elementos de juego además de una nueva historia y personajes. El Profesor, por ejemplo, "proporciona comentarios de ejecución” a través del juego a medida que los jugadores desbloquean nuevos niveles y fotos escondidas que revelan información sobre el personaje de Om Nom.

### Cut the Rope: Time Travel
Cut the Rope: Time Travel se estrenó el 18 de abril de 2013 como la segunda secuela de "Cut the Rope". En esta aventura, Om Nom se introducirá sin querer en un portal espacio-temporal , causando que viaje por el tiempo a varias etapas de la historia como el Renacimiento, La Edad de Piedra y la antigua Grecia, entre otros. El jugador debe alimentar a Om Nom a la vez que a su antepasado, nuevos personajes surgidos de la época en la que el monstruo se encuentre. Esta secuela trae, además, nuevas formas de juego y nuevos elementos como bombas, o portales mágicos, Una temporada de la serie Om Nom Stories (Serie basada en la saga de videojuegos) tuvo una temporada basada en este juego. 

### Cut the Rope 2
Cut the Rope 2 se estrenó el 19 de diciembre para ¡Tunes el 2014 para Android y El 2015 para Windows 8.1 y Windows Phone.En esta secuela, las arañas del primer juego roban todos los caramelos de Om Nom, lo cual los esparcen en distintos lugares en los que debe viajar Om Nom para comérselos. Se introdujeron nuevos personajes llamados "Nommies" quienes son los amigos de Om Nom, y ellos son Roto, Lick, Blue, Toss, Boo, Snailbrow y Ginger.
Nota: estos personajes incluidos que son Om Nom, Roto, Blue, Toss, Boo y Snailbrow del mes de 2016, son publicados como peluches en las tiendas Ripley, Unimarc, Sodimac, Lider y Fallabella.

### My Om Nom
My Om Nom se estrenó el 18 de diciembre de 2014 para iOS y para Android a finales de marzo del 2015. Aquí un científico tiene de mascota un Om Nom y se va a ir por un tiempo. Para eso, el jugador debe cuidarlo. Se ha introducido un nuevo personaje llamado Om Nelle (la versión femenina de Om Nom) si es que el jugador es femenino. El juego es similar a Talking Tom y Pou

### Cut the Rope: Magic
Cut the Rope: Magic se estrenó en diciembre de 2015 para iOS y Android En esta nueva versión, un mágico accidente ha hecho que Om Nom se teletransporte a un mundo místico lleno de complejos rompecabezas donde puede convertirse en varias formas mágicas, como bebé, pájaro, pez, fantasma y dragón. La última entrega de esta franquicia de entretenimiento famosa en todo el mundo supone una nueva vuelta de tuerca respecto al ya icónico juego de física y rompecabezas Cut the Rope. Con más de 120 niveles nuevos inspirados en un colorido mundo mágico lleno de imágenes espectaculares.

### Packs de niveles
Cut the Rope : Experiments agrupan contenido en "cajas" o "packs de niveles" con 25 niveles cada uno. Varios packs de niveles con mecánica adicional de juego siguen siendo añadidos a través de actualizaciones (entre 3 o 4 meses).
Hasta abril de 2013, Cut the Rope contiene 14 packs de niveles con 350 niveles, y Cut the Rope: Experiments contiene 7 packs de niveles con 175 niveles. Cut the Rope: Time Travel tiene 11 etapas históricas con 15 niveles cada una.

## Recepción
Además de su éxito comercial, Cut the Rope fue muy bien recibido por críticos. Hasta septiembre de 2012, el sitio Metacritic lista una puntuación de 93 de 100 basada en 14 críticas, una calificación de "aclamo universal". IGN elogió el juego por tener "las cualidades adictivas de Angry Birds – buenos puzles, un uso casi perfecto de los controles táctiles, y una personalidad linda". Gamespot lo describió como "fresco, desafiante, magnífico y altamente entretenido”. Jon Mundy de Pocket Gamer fue igualmente positivo, llamándolo "brillante, imaginativo y supremamente pulido".
Además, el juego fue ganador del premio al Mejor juego portátil en los premios BAFTA de 2011.

## Cómics, adaptaciones cinematográficas y merchandising
En julio de 2011, ZeptoLab y la editorial de cómics Ape Entertainment anunciaron una serie de cómics que se publicará como una aplicación independiente. Los cómics cuentan la historia de fondo del monstruo Om Nom que come dulces e introducen nuevos personajes. 
El personaje Om Nom se ha convertido en el sujeto de un video viral,  juguetes de peluche, y un juego Mattel Apptivity.
En agosto de 2014, ZeptoLab y McDonald's Europe anunciaron una campaña de promoción Happy Meal en varios mercados, que incluía diversos accesorios de cocina de temática Cut the Rope, como el desmenuzador y el exprimidor de bananas. "¿Hambriento de fruta y diversión?" Fue el mensaje clave de la campaña. Como parte de la promoción, ZeptoLab también lanzó el juego llamado Cut The Rope - Hungry for Fruit . Está disponible exclusivamente para la aplicación y el sitio web Happy Studio de McDonald's.
Una película animada de CG, Om Nom: The Movie , basada en la serie de juegos Cut the Rope y su serie web de adaptación spin-off, Om Nom Stories, fue declarada por ZeptoLab y Blockade en 2015 que se iba a estrenar en 2016, luego en 2022. Sin embargo, algunas de las personas que escucharon las afirmaciones sobre el anuncio creyeron que era un engaño porque no lo hicieron sucedió a tiempo y no había ninguna prueba de la existencia de la película que no fuera la reclamación por el anuncio de la película y las imágenes de un póster de la película. Otros pensaron que la película fue cancelada en silencio y estaba en producción. Originalmente se llamaba Cut the Rope: The Movie y se cambió a Om Nom: The Movie y nunca se lanzó al público. Las copias de los carteles de películas se pueden descargar y están disponibles en línea. Sin embargo, la película está actualmente perdida y ninguna noticia de la película había aparecido durante ese tiempo. Es posible que se haya cancelado porque 'Cut the Rope' se hizo menos popular y el lanzamiento de la película hubiera sido una "bomba de taquilla".